# 中島雄士
中島 雄士（なかじま ゆうし、1990年4月5日 - ）は、日本のミュージシャン、シンガーソングライター、マルチプレイヤー、作詞家、作曲家、編曲家。
千葉県出身。
4人組シティフォークバンド、グソクムズのドラマー。

## 略歴
幼少期から、両親の影響でたくさんのポップミュージックに触れる。10歳の頃に初めてビートルズを聞き、人生が変わるほどの衝撃を受けた。
10代から20代にかけてギター、ベース、ドラムの演奏を学び、レコーディングやミキシングの技術を身につける。また、ビートルズやソウル、日本のシティポップから影響を受けた楽曲を数多く制作。
2015年よりYouTubeに動画投稿を開始。
2018年、4人組シティフォークバンド、グソクムズにドラマーとして加入。
同年12月19日、シングル『DIY』をリリース。 その年のクリスマスイブには「もしもビートルズが、マライア・キャリー『恋人たちのクリスマス』をカバーしたら」と題した動画がTwitterを中心に話題となり、海外からも多数の反響が寄せられる。
2019年4月1日、TBS系列『あさチャン!』の主題歌『Mornin'』のボーカルを担当。アーティスト名義はRIP SLYMEのFUMIYA。
同年7月13日に動画「ビンタの音で曲を作ってみた」を投稿し、8月26日にシングル『BINTA』をリリース。
同年12月20日、1st EP『EDGG』をリリース。
2020年3月27日深夜放送の、フジテレビ『テレビ特区』内のコーナー、「FNS歌謡っぽい祭」に生出演。aikoっぽい曲『紙石けん』を披露した。
2021年7月21日、1年半ぶりの新譜となるシングル『高気圧の季節』をリリース。
同年9月16日、シングル『ODAIBA TOKYO BAY』をリリース。お台場にてロケ撮影されたMVも同時公開される。
同年12月10日、シングル『恋人たちのクリスマス』をリリース。2018年のクリスマスイブに公開した動画の音源を、3年越しに正式リリースした形となる。ビートルズの映画をオマージュしたMVも同時公開される。
2022年5月6日、シングル『噂になっちゃった』をリリース。
同年8月5日、シングル『Moootion!!!』をリリース。
同年11月11日、シングル『最低なドラマ』をリリース。